# Torre de San Telmo (Málaga)
Torre de San Telmo es un barrio perteneciente al distrito Este de la ciudad andaluza de Málaga, España. Según la delimitación oficial del ayuntamiento, limita al norte con el barrio de Hacienda Paredes; al este, con el barrio de Pedregalejo; al sur, con Pedregalejo Playa y Baños del Carmen; al oeste, con El Morlaco; y al noroeste con La Viña.
Recibe este nombre por albergar la torre vigía homónima.

## Demografía
El barrio contaba en 2022 con una población total de 433 habitantes. Se trata de uno de los barrios de la capital malagueña en los que la presencia de hogares compuestos únicamente por población anciana -de 65 años o más- no sólo es superior a la media municipal, sino que ha visto incrementarse este tipo de hogar de manera muy significativa, como reflejo del nivel de envejecimiento de su población. Cuenta, además, con un significativo número de hogares unipersonales.
Así como también los unipersonales.

## Transporte
En autobús está conectado al resto de la ciudad mediante las siguientes líneas de la EMT: 
| Línea | Trayecto                                   | Recorrido | Frecuencia    |
| ----- | ------------------------------------------ | --------- | ------------- |
| 11    | Alameda Principal - El Palo                | Recorrido | 8 minutos     |
| 33    | Alameda Principal - Cerrado de Calderón    | Recorrido | 25-35 minutos |
| 34    | Alameda Principal - Pedregalejo (La Mosca) | Recorrido | 30-35 minutos |
| N1    | Puerta Blanca - El Palo                    | Recorrido | 25 minutos    |